# Grundvatten

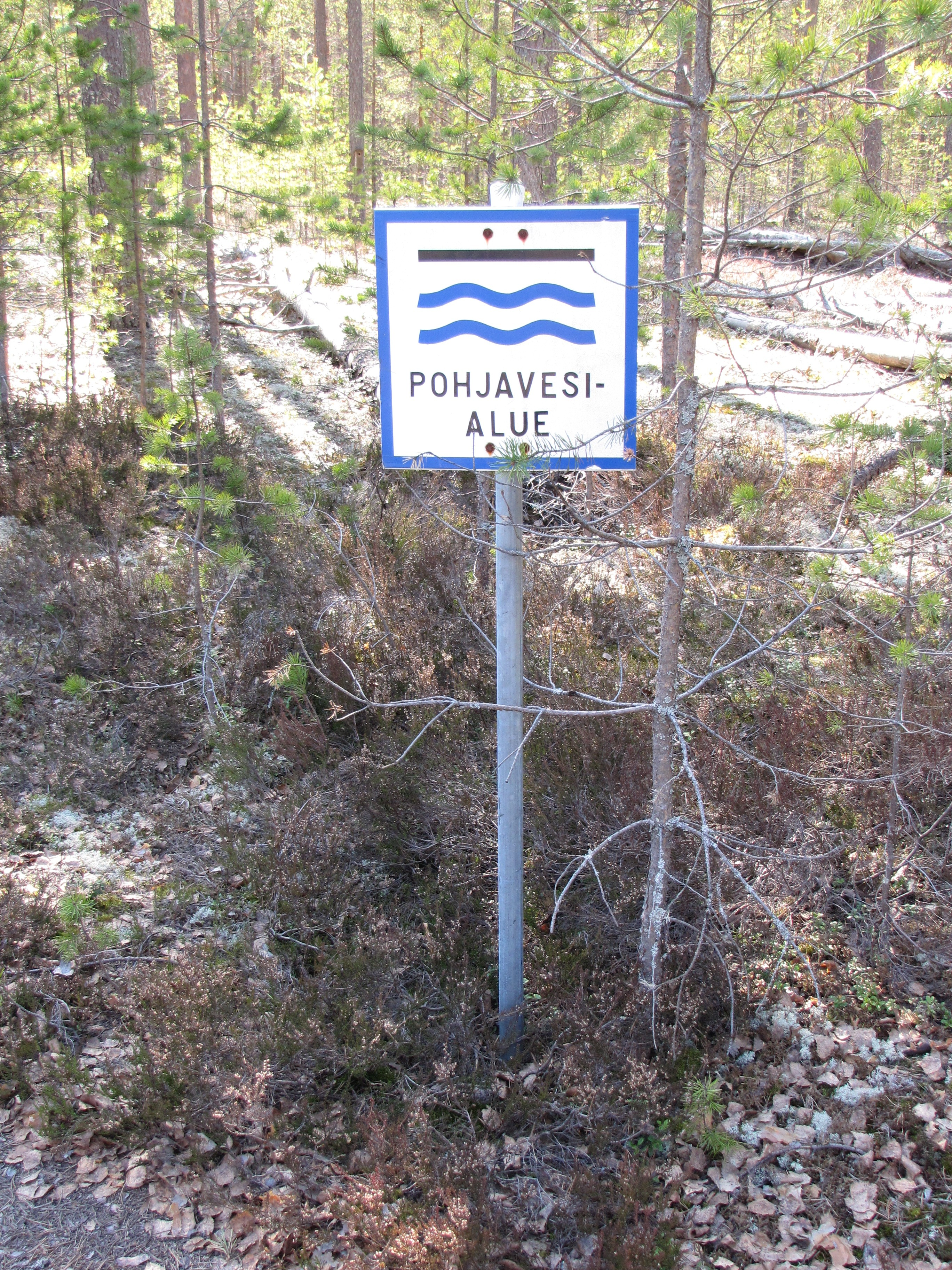
En skylt som berättar om grundvattenområdet i Kauhaneva-Pohjankangas nationalpark

Grundvatten kallas det vatten som utgör den underjordiska delen av vattnets kretslopp i naturen.
Det bildas genom att nederbörd mycket sakta tränger ner genom marken (infiltration) och sjunker neråt (perkolation). När vattnet når en ogenomtränglig yta (akvifug), exempelvis en sprickfri berghäll av någon kristallin bergart, så magasineras vattnet och fyller ut de hålrum som finns i de lösa jordlagren ovan. Grundvattenytans läge har stor betydelse när man ska gräva brunnar, bygga tunnlar och bergförvar, i jordbruk och i den allmänna samhällsplaneringen. För dricksvattenförsörjning till städer och andra samhällen försöker man så långt som möjligt använda grundvatten. Grundvattenreservoarerna i Sverige finns framförallt i våra rullstensåsar. Grundvattnet kan vara några veckor eller flera tusen år gammalt beroende på akviferernas uppbyggnad och mäktighet.

## Definition
Enligt EU:s direktiv 2000/60/EG om upprättande av en ram för gemenskapens åtgärder på vattenpolitikens område definieras grundvatten som
- allt vatten som finns under markytan i den mättade zonen och som står i direkt kontakt med marken eller underliggande jordlager.[1]

## Zoner och terminologi

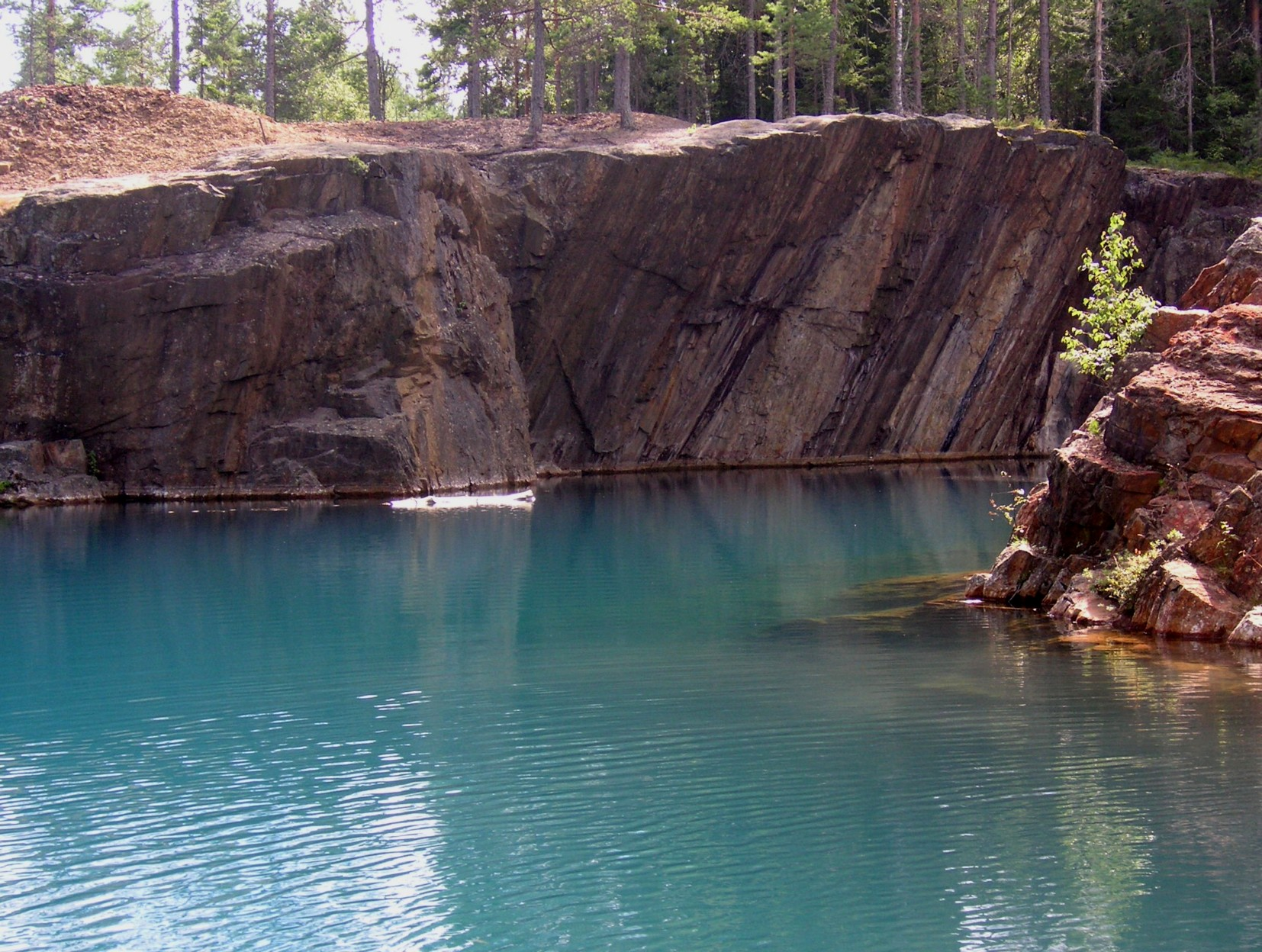
Grundvatten i Öster Silvbergs gruva.

När man pratar om grundvatten delas jorden oftast in i zoner enligt följande; rotzonen (ifrån markytan ner till det djup där växternas rötter slutar), sjunkvattenzonen, kapillärvattenzonen (sträcker sig ifrån grundvattenytan upp till vattnets högsta kapillära stigning i det omgivande materialet). Grundvattnet finns dock bara i nedersta delen, den delen som är vattenmättad. Vattnet här över är inte (ännu) grundvatten.
Själva grundvattenytan är naturligtvis inte lika tydlig som den fria vattenytan på till exempel en sjö utan man brukar istället prata om en omättad samt en mättad grundvattenzon. Dessutom bör tilläggas att grundvattenytan väldigt sällan är en horisontell yta.
Kapillärvattenzonen är i grovt grus minimal, ibland bara några centimeter, medan i till exempel finmo kan kapillärvattenzonen vara flera meter hög. I kapillärvattenzonen råder generellt ett undertryck om man jämför med atmosfärstrycket.

### Grundvatten eller markvatten
Strikt sett är grundvatten det vatten i marken som har en positiv tryckpotential. Så fort grundvattnet sätts under tension och får en negativ tryckpotential, övergår det till markvatten. Grundvattenytan har per definition tryckpotentialen 0 och utgör själva gränsen mellan markvattnet och grundvattnet.
För att bevaka grundvatten-nivån i ett område använder man en eller flera observationsbrunnar. Med information från observationsbrunnarna kan en karta upprättas över grundvattnets nivåer.

## Grundvattenbildning
Det vatten som finns i naturen ingår i ett globalt kretslopp, vattnets kretslopp. Vatten avdunstar från hav, land och sjöar med hjälp av solenergi. Vattenångan stiger sedan upp i atmosfären där den kyls av och kondenseras till vattendroppar som bildar moln. När vattendropparna blir tillräckligt stora faller de ner som regn eller snö beroende på temperatur.
När regnet når marken kan det antingen rinna av som ytvatten eller infiltrera marken och bilda markvatten. Det markvatten som inte tas upp av växter sjunker sedan ner till grundvattenzonen och bildar grundvatten. Grundvatten kan också bildas då grundvattenytan i marken är lägre än vattenytan i ett intilliggande ytvattendrag. Ytvattendraget infiltrerar då till grundvattenmagasinet. Detta kallas inducerad grundvattenbildning.
Grundvattenbildningen varierar över året och brukar normalt vara som störst under vår och höst då nederbörden är som störst.
På sommaren förångas stora delar av nederbörden innan det når marken och växter tar upp och förbrukar stora delar av markvattnet. Det medför att ingen grundvattenbildning sker och grundvattenmagasinet minskar med sjunkande grundvattennivåer som följd. På vintern sker ingen eller mycket liten grundvattenbildning som följd av att marken är frusen och vatten inte kan tränga igenom jorden. Grundvattenbildning beror alltså såväl på nederbörd som på växtlighet och klimat.

## Grundvattenkvalité
Kvalitén på grundvatten är viktig för att vi människor skall kunna använda grundvatten som dricksvattenresurs. Kvalitén påverkar också miljön för växter och djur i ytvattnet. Utsläpp av miljöfarliga ämnen kan förorena grundvatten. För att skydda grundvatten finns Sveriges miljömål Grundvatten av god kvalité. ”Grundvattnet ska ge en säker och hållbar dricksvattenförsörjning samt bidra till en god livsmiljö för växter och djur i sjöar och vattendrag”. Kvalitén på grundvatten bestäms utifrån ett antal fysikaliska, biologiska och kemiska parametrar.

### Fysikaliska parametrar
Den fysikaliska parameter som används vid bestämmandet av grundvattenkvalitén är temperatur.

### Biologiska parametrar
Med biologiska parametrar avses mikrobiologiska parametrar. Patogener i form av bakterier, parasiter och virus kan förekomma i grundvattnet, främst beroende på föroreningar från avlopp, naturgödsel eller djurspillning.

### Kemiska parametrar
De kemiska parametrar som används för att bestämma grundvattenkvalitén är försurning, redox, metaller, kväve, organiska ämnen och partiklar, salt, oorganiska ämnen, baskatjoner, radioaktiva ämnen, samt bekämpningsmedel. Med försurning avses pH och alkalinitet i vattnet, vilka är av stor betydelse för andra ämnens förekomst och löslighet. Redox står för syrehalt och redoxpotential i grundvatten.

## Användning

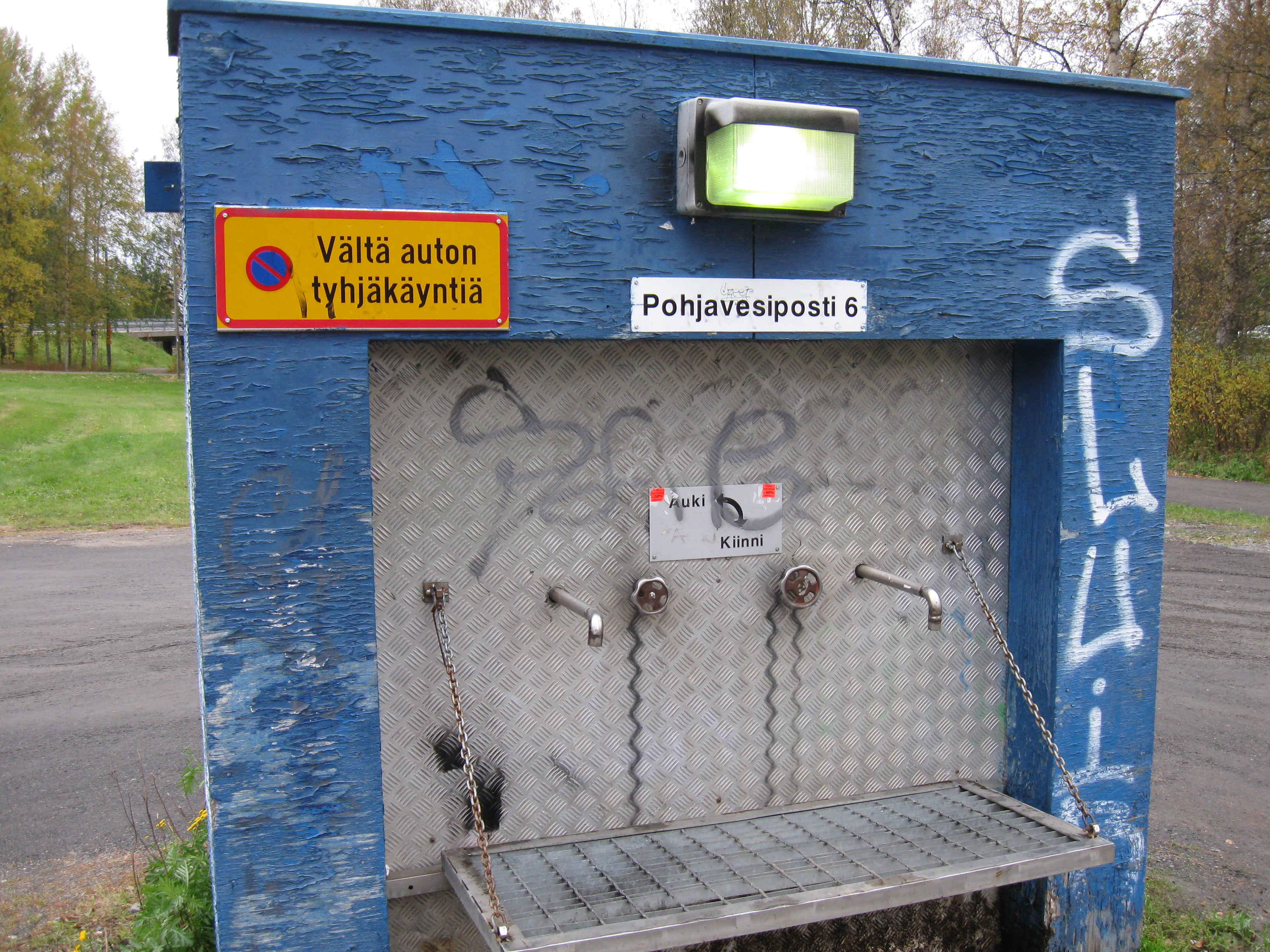
Grundvattenpost i Kontinkangas, Uleåborg, Finland

Grundvatten används inom flera området, exempelvis för bevattning, inom industrier och som dricksvatten. Hälften av det råvatten som används vid dricksvattenproduktion i Sverige kommer från grundvatten. Av detta är ungefär hälften naturligt grundvatten och andra hälften så kallat konstgjort grundvatten. Konstgjort grundvatten framställs genom konstgjord infiltration, vilket innebär att ytvatten får passera ett markgruslager, exempelvis en rullstensås eller grusås. 

### Utmaningar med användande av grundvatten
Grundvattnets tillgång och kvalité hotas av många olika aktiviteter.
Uttagskapacitet

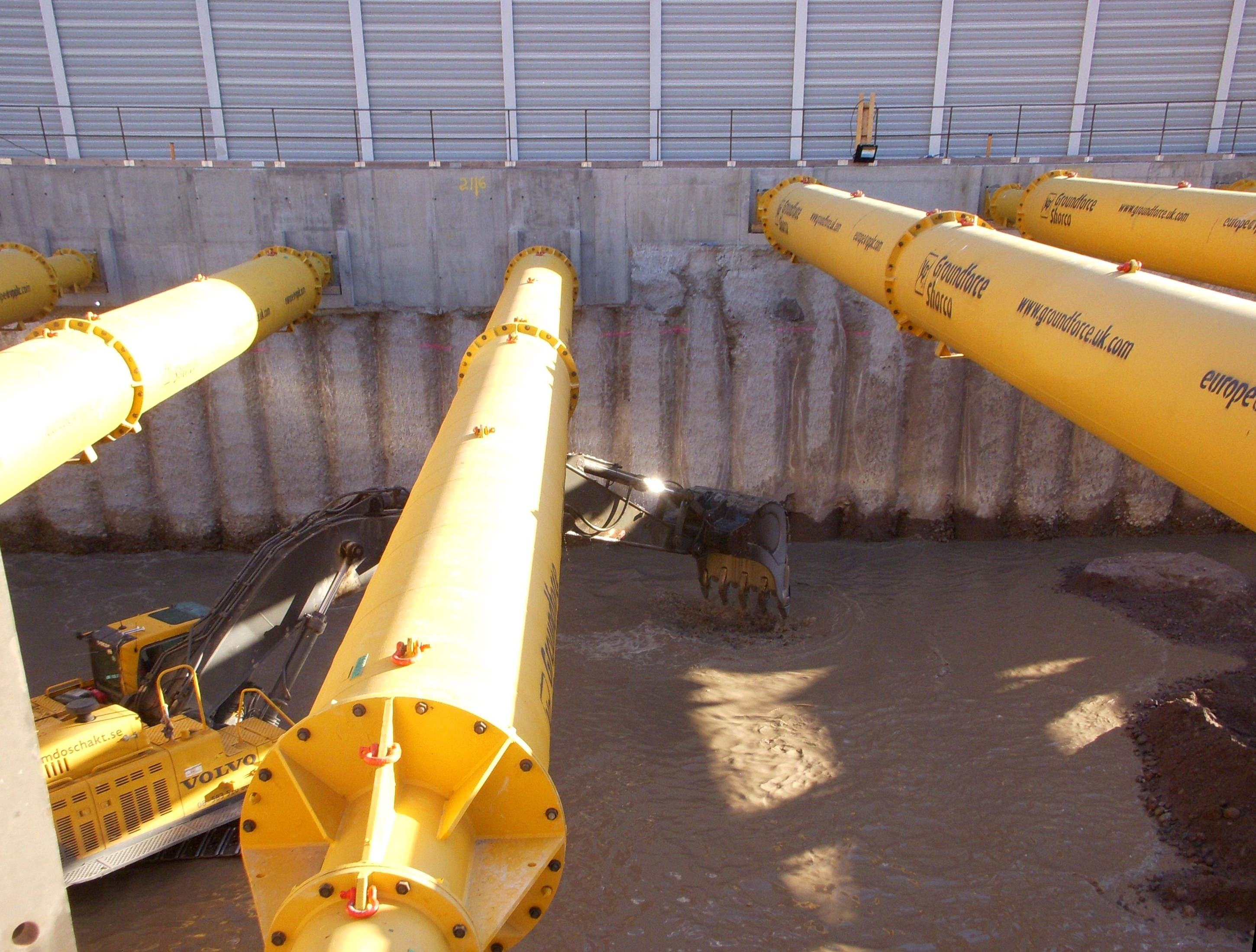
Grundvatteninträngning vid bygget av Norra länken genom Bellevueparken.

Sverige har, med vissa undantag, ett överflöd av sötvatten inklusive grundvatten. Detta innebär dock inte att grundvatten är en oändlig resurs. Vid uttag av grundvatten som överskrider grundvattenbildning kan problem som vattenbrist och saltvatteninträngning uppstå. Stora byggprojekt, som exempelvis tunnelbyggen, kan kraftigt påverka tillgången på grundvatten.
Föroreningar i grundvatten
Det finns risk för att föroreningar från exempelvis industrier, avlopp, vägar, läckande deponier och jordbruk kan läcka in i grundvatten.  Det är oerhört svårt och dyrt att sanera föroreningar när de väl når grundvattnet, och i värsta fall kan grundvattnet bli otjänligt som dricksvatten.  Därför är det viktigt att förebygga föroreningar, vilket bland annat kan göras genom lagstiftning.

### Vattenskyddsområden för grundvatten
En grundvattentäkt kan förklaras som vattenskyddsområde enligt 7 kap § 21 i Miljöbalken:  ”Ett mark- eller vattenområde får av länsstyrelsen eller kommunen förklaras som vattenskyddsområde till skydd för en grund- eller ytvattentillgång som utnyttjas eller kan antas komma att utnyttjas för vattentäkt.” . Detta innebär enligt 7 kap § 22 i Miljöbalken: ”För ett vattenskyddsområde skall länsstyrelsen eller kommunen meddela sådana föreskrifter om inskränkningar i rätten att förfoga över fastigheter inom området som behövs för att tillgodose syftet med området. Om det behövs, får länsstyrelsen eller kommunen föreskriva att skyltar eller stängsel skall sättas upp och att annans mark får tas i anspråk för detta.”.

### Rening av grundvatten
Enligt Livsmedelelsverkets föreskrift LIVSFS 2001:30 är de som använder enskild brunn för att förse sitt hushåll med dricksvatten själva ansvariga för att kvaliteten är tillräckligt bra. Aktörer som producerar mer än 10 kubikmeter per dygn, förser minst 50 personer eller producerar kommersiellt är ansvariga för att vattnet hos konsumenterna har uppfyller kvalitetskraven. Det finns gränsvärden för vilka koncentrationer av särskilda ämnen som får finnas i vattnet för att det ska vara tjänligt som dricksvatten .
Grundvatten är på grund av den långsamma infiltrationen och uppehållstiden i akvifären ibland tillräckligt rent för att användas som dricksvatten utan rening. Vanliga orsaker till att behöva rena grundvatten är för höga halter av järn, mangan, nitrat eller fluorid. Grundvattnet kan även vara för hårt eller mjukt (vattenhårdhet) och kan innehålla för mycket lösta gaser såsom koldioxid, svavelväte, radon eller metan. Järn och mangan är vanligt förekommande i grundvatten. Höga halter kan leda till slambildning i ledningar som slutligen hamnar hos användaren. Järn och mangan fälls ofta ut genom oxidation följt av filtrering. Hårt vatten är vatten med hög halt av kalcium och magnesium. Eftersom höga halter orsakar utfällningar hos användaren är det ofta önskvärt att minska hårdheten på vattnet. Detta görs ofta genom fällning eller med jonbytare. Om vattnet är för mjukt, har för låg alkalinitet, kan det orsaka korrosion i ledningarna. Vattnets alkalinitet kan höjas genom att filtrera vattnet genom en alkalin massa. Fluorid och nitrat halter kan reduceras genom till exempel omvänd osmos. Nitrat halter kan vara för höga i jordbruksområden, där lösta näringsämnen följer med vattnet som infiltrerar marken. Grundvatten innehåller generellt höga halter av löst koldioxid, koldioxid och andra lösta gaser i reduceras genom luftning. 
I regel behöver pH i grundvattnet justeras innan det används. Grundvattnets kemiska egenskaper påverkar, och beror av, vattnets pH. Mjukt vatten har exempelvis lågt pH och behandling av sådant vatten inkluderar då pH-justering. I de fall grundvattnet är förorenat av till exempel vägsalt eller bekämpningsmedel krävs ytterligare rening. Reningsmetoden beror då av vilken typ av förorening det är och grundvattnets kemiska egenskaper . Enligt Livsmedelsverkets föreskrift LIVSFS 2001:30 ska dricksvatten vara hälsosamt, rent och inte innehålla mikroorganismer eller parasiter i sådant antal eller sådana halter att de kan utgöra en fara för människors hälsa. I vissa fall behövs ingen desinfektion av grundvattnet men generellt desinfekteras vattnet innan distribution som en säkerhetsåtgärd, till exempel genom filtration.